# 허경구
허경구(許景九, 1942년 9월 28일~)는 대한민국의 정치인이다. 제11·12대 국회의원을 지냈다.

## 학력
- 춘천고등학교 졸업
- 고려대학교 정치외교학과 입학
- 고려대학교 정치외교학과 졸업
- 미국 하와이 대학교 대학원 정치학 석사, 박사

## 경력
- 고려대학교 정경대학 조교수
- 사단법인 국제정치연구소 이사장
- 통일민주당 창당 홍보위원장
- 평민당 강원도 지부장
- 통일민주당 정세위원 국제위원장
- 제11대 국회의원(속초,인제,고성,양구 / 민주한국당)
- 제12대 국회의원(속초,인제,고성,양구 / 신한민주당)

## 역대 선거 결과
|  | 10.61% |

|  | 20.46% |

|  | 22.43% |

|  | 14.52% |

|  | 12.44% |

|  | 10.32% |

|  | 4.61% |